# 圣保罗莱罗芒
圣保罗莱罗芒（法語：Saint-Paul-lès-Romans，法語發音：[sɛ̃ pɔl lɛ ʁɔmɑ̃]，意为“罗芒附近的圣保罗”）是法国德龙省的一个市镇，位于该省北部，属于瓦朗斯区。

## 地理
圣保罗莱罗芒（45°4'3"N, 5°7'58"E）面积15.77 平方千米，位于法国奥弗涅-罗讷-阿尔卑斯大区德龙省，该省份为法国东南部内陆省份，北起顺时针与伊泽尔省、上阿尔卑斯省、上普罗旺斯阿尔卑斯省、沃克吕兹省和阿尔代什省接壤。
与圣保罗莱罗芒接壤的市镇（或旧市镇、城区）包括：沙蒂永圣让、博尔加尔巴雷、沙蒂藏日-勒古贝、埃默、热尼雪、伊泽尔河畔罗芒、圣拉捷。

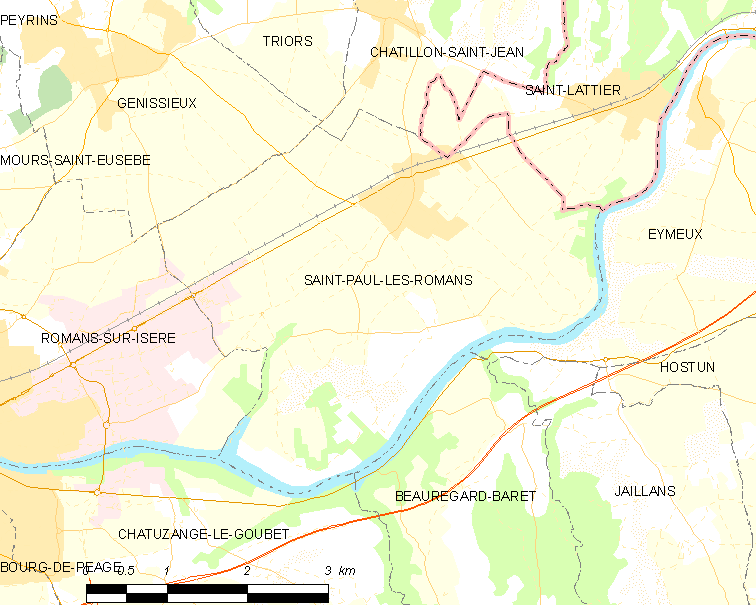
圣保罗莱罗芒的OSM定位图

圣保罗莱罗芒的时区为UTC+01:00、UTC+02:00（夏令时）。

## 行政
圣保罗莱罗芒的邮政编码为26750，INSEE市镇编码为26323。

## 政治
圣保罗莱罗芒所属的省级选区为伊泽尔河畔罗芒县。

## 人口

1962-2008年间圣保罗莱罗芒人口变化图示

圣保罗莱罗芒于2022年1月1日时的人口数量为1927人。